# Conferencia Episcopal de Chile
La Conferencia Episcopal de Chile (CECH) es un organismo de la Iglesia católica que agrupa a todos los obispos de Chile conferidos por la Santa Sede o por la Conferencia Episcopal. Se crea el 4 de noviembre de 1957 según el Decreto Consistorial dado en Roma por un período experimental de 5 años.  Comienza a funcionar de facto el 13 de diciembre del mismo año.

## Funciones
Este organismo permite a los Obispos ejercer conjuntamente algunas funciones pastorales de manera colegiada. Generalmente se reúnen en Asamblea donde discuten temas de contingencia nacional o temas que tienen que ver con el desarrollo de la Iglesia Católica en Chile. Manifiestan su opinión a través de documentos o cartas que son dadas a conocer a la opinión pública. Además, se relaciona con el Gobierno, a través del Ministerio Secretaría General de la Presidencia de la República.
Este organismo es el encargado de discernir y proponer las principales directrices referidas a la evangelización y a la educación religiosa en Chile, por lo cual continuamente se abordan temas como la manera de evangelizar, la situación socioeconómica del país y otras problemáticas coyunturales.
Así como en Chile, igualmente en todo el mundo existen Conferencias Episcopales por medio de las cuales los Obispos ejercen su misión pastoral de modo colegiado.

## Miembros
Son miembros todos los arzobispos, obispos diocesanos, administradores apostólicos y todos los equiparados en derecho a los obispos diocesanos, al obispo castrense, a los coadjutores y auxiliares y los obispos titulares que desempeñen sus funciones dentro del territorio chileno.

### Arzobispos
1. Excmo. Mons. Ignacio Francisco Ducasse Medina, Arzobispo de Antofagasta.
2. Excmo. Mons. René Osvaldo Rebolledo Salinas, Arzobispo de La Serena.
3. Emmo. Sr. Cardenal, Fernando Chomalí Garib, Arzobispo de Santiago.
4. Excmo. Mons. Sergio Hernán Pérez de Arce Arriagada ss.cc,Arzobispo de Concepción.
5. Excmo. Mons. Luis Fernando Ramos Pérez, Arzobispo de Puerto Montt.

### Obispos
1. Excmo. Mons. Moisés Carlos Atisha Contreras, Obispo de San Marcos de Arica.
2. Excmo. Mons. Isauro Covili Linfati OFM, Obispo de Iquique.
3. Excmo. Mons. Tomas Carrasco Cortes,  Obispo de San Juan Bautista de Calama.
4. Excmo. Mons. Ricardo Morales Galindo, Obispo de Copiapó.
5. Excmo. Mons. Gonzalo Bravo Álvarez, Obispo de San Felipe.
6. Excmo. Mons. Jorge Patricio Vega Velasco, Obispo de Valparaíso.
7. Excmo. Mons. Cristián Contreras Villarroel, Obispo de Melipilla.
8. Excmo. Mons. Juan Ignacio González Errázuriz, Obispo de San Bernardo.
9. Excmo. Mons. Guillermo Patricio Vera Soto, Obispo de Rancagua.
10. Excmo. Mons. Galo Fernández Villaseca, Obispo de Talca.
11. Excmo. Mons. Tomislav Koljatic Maroevic, Obispo de Linares.
12. Excmo. Mons. Cristian Castro Toovey, Obispo de Santa María de Los Ángeles.
13. Excmo. Mons. Jorge Enrique Concha Cayuqueo,  Obispo de Temuco.
14. Excmo. Mons. Francisco Javier Stegmeier Schmidlin, Obispo de Villarrica.
15. Excmo. Mons. Santiago Jaime Silva Retamales, Obispo de Valdivia.
16. Excmo. Mons. Carlos Godoy Labraña, Obispo de Osorno.
17. Excmo. Mons. Juan María Florindo Agurto Muñoz, Obispo de San Carlos de Ancud.
18. Excmo. Mons. Óscar Hernán Blanco Martínez, Obispo de Punta Arenas.
19. Excmo. Mons. Enrique Balzán Caruana, Obispo auxiliar de La Serena.
20. Excmo. Mons. Mario Salas Becerra, Obispo auxiliar de Valparaiso.
21. Excmo. Mons. Andrés Arteaga Manieu, Obispo auxiliar de Santiago de Chile.
22. Excmo. Mons. Cristián Roncagliolo Pacheco, Obispo auxiliar de Santiago de Chile.
23. Excmo. Mons. Alberto Ricardo Lorenzelli Rossi, Obispo auxiliar de Santiago de Chile.
24. Excmo. Mons. Álvaro Chordi Miranda, Obispo auxiliar de Santiago de Chile.
25. Excmo. Mons. Luis Migone Repetto, Obispo auxiliar de Santiago de Chile.
26. Excmo. Mons. Bernardo Álvarez Tapia, Obispo auxiliar de Concepción.
27. Excmo. Mons. Óscar García Barretto, Obispo auxiliar de Concepción.

### Ordinariato militar
1. Excmo. Mons. Pedro Ossandón Buljevic, ordinario militar para Chile.

### Vicario apostólico
1. Excmo. Mons. Luigi Infanti della Mora, OSM, vicario apostólico de Aysén.

### Prelatura Territorial
1. Excmo. Mons. Julio Esteban Larrondo Yáñez. Prelado de Illapel.

### Administradores Diocesanos
1. Rvdo. Padre Patricio Fuentes Benavides, Administrador Diocesano "Sede Vacante" de Chillán.

## Cardenales, arzobispos y obispos eméritos
Todos los Arzobispo y obispos al cumplir los 75 años de edad pasan a retiro según normas de la Iglesia Católica.

### Cardenales eméritos
1. Emmo. Sr. Cardenal, Francisco Javier Errázuriz Ossa, Arzobispo emérito de Santiago de Chile.
2. Emmo. Sr. Cardenal, Ricardo Ezzati Andrello, Arzobispo emérito de Santiago de Chile.
3. Emmo. Sr. Cardenal, Celestino Aós Braco, Arzobispo emérito de Santiago de Chile.

### Arzobispos eméritos
1. Excmo. Mons. Patricio Infante Alfonso, Arzobispo emérito de Antofagasta.
2. Excmo. Mons. Pablo Lizama Riquelme, Arzobispo emérito de Antofagasta.
3. Excmo. Mons. Manuel Gerardo Donoso Donoso, Arzobispo emérito de La Serena.
4. Excmo. Mons. Cristian Caro Cordero, Arzobispo emérito de Puerto Montt.

### Obispos eméritos
1. Excmo. Mons. Gaspar Francisco Quintana Jorquera, Obispo emérito de Copiapó.
2. Excmo. Mons. Cristián Enrique Contreras Molina, Obispo emérito de San Felipe.
3. Excmo. Mons. GonzaloDuarte García de Cortázar, Obispo emérito de Valparaíso.
4. Excmo. Mons. Alejandro Goic Karmelic, Obispo emérito de Rancagua.
5. Excmo. Mons. Horacio Valenzuela Abarca, Obispo emérito de Talca.
6. Excmo. Mons. Carlos Eduardo Pellegrín Barrera, Obispo emérito de Chillán.
7. Excmo. Mons. Miguel Caviedes Medina, Obispo emérito de Santa María de Los Ángeles.
8. Excmo. Mons. Pedro Felipe Bacarreza Rodríguez, Obispo emérito de Santa María de Los Ángeles.
9. Excmo. Mons. Manuel Camilo Vial Risopatrón, Obispo emérito de Temuco.
10. Excmo. Mons. Juan Barros Madrid, Obispo emérito de Osorno.
11. Excmo. Mons. Juan Luis Ysern de Arce, Obispo emérito de San Carlos de Ancud.
12. Excmo. Mons. Bernardo Bastres Florence, Obispo emérito de Punta Arenas.
13. Excmo. Mons. Luis Gleisner Wobbe, Obispo Auxiliar emérito de La Serena
14. Excmo. Mons. Rafael de la Barra Tagle, Prelado emérito de Illapel.

## Lista de Presidentes de la CECh
- Cardenal José María Caro Rodríguez (1957-1958)
- Monseñor Alfredo Silva Santiago (1958-1962)
- Cardenal Raúl Silva Henríquez (1962-1968)
- Monseñor José Manuel Santos Ascarza (1968-1971)
- Cardenal Raúl Silva Henríquez (1971-1975)
- Cardenal Juan Francisco Fresno Larraín (1975-1977)
- Monseñor Francisco de Borja Valenzuela Ríos (1978-1979)
- Monseñor José Manuel Santos Ascarza (1980-1983)
- Monseñor Bernardino Piñera Carvallo (1984-1987)
- Monseñor Carlos González Cruchaga (1988-1992)
- Monseñor Fernando Ariztía Ruiz (1993-1995)
- Cardenal Carlos Oviedo Cavada (1995-1998)
- Monseñor Fernando Ariztía Ruiz (1998)
- Cardenal Francisco Javier Errázuriz Ossa (1999-2004)
- Monseñor Alejandro Goic Karmelic (2004-2010)
- Cardenal Ricardo Ezzati Andrello, S.D.B. (2010-2016)
- Monseñor Santiago Silva Retamales (2016-2021)
- Cardenal Celestino Aós Braco (2021-2023)[4]
- Monseñor Fernando Chomalí Garib (2023-2024)[5]
- Monseñor René Rebolledo Salinas (2024-a la fecha)[1]